# Joe Kopcha
Joseph Edward „Joe“ Kopcha (* 23. Dezember 1905 in Whiting, Indiana; † 29. Juli 1986 in Hobart, Indiana) war ein US-amerikanischer American-Football-Spieler und Arzt. Er spielte als Guard in der National Football League (NFL) bei den Chicago Bears und den Detroit Lions.

## Spielerlaufbahn
Joe Kopcha besuchte in seiner Geburtsstadt die High School und spielte für die Schulmannschaft Basketball. Von 1921 bis 1924 gewann er als Mannschaftskapitän des Teams insgesamt viermal die Basketballmeisterschaft von Nord-Indiana. Über eine Footballmannschaft verfügte seine High School nicht. 
Sein Vater schickte ihn nach seinem Schulabschluss an das Englewood Business College nach Chicago. Nach wenigen Tagen brach er sein Wirtschaftsstudium ab und schloss sich der University of Tennessee at Chattanooga an für deren Footballmannschaft er von 1927 bis 1929 als Guard spielte. Neben Football betrieb er noch weitere Sportarten am College. Insgesamt wurde er zehnmal von seinem College aufgrund seiner sportlichen Leistungen ausgezeichnet.
Nach Beendigung seines Studiums wurde Joseph Kopcha im Jahr 1929 von den Chicago Bears verpflichtet. Kopcha wurde von Trainer George Halas als Guard unter anderem zum Schutz von Quarterback Joey Sternaman eingesetzt. Nach einem Spieljahr unterbrach er seine Spielerlaufbahn und studierte am Rush Medical College Medizin. Nach erfolgreichem Abschluss seines Medizinstudiums kehrte er zu den Bears zurück, die mittlerweile von Ralph Jones trainiert wurden. Die Mannschaft aus Chicago hatte zahlreiche spätere Mitglieder in der Pro Football Hall of Fame, wie Red Grange oder Bronko Nagurski in ihren Reihen. Im Jahr seiner Rückkehr zum Footballsport konnte Kopcha mit den Bears seine erste NFL Meisterschaft gewinnen.
1933 kehrte Halas in das Traineramt bei den Bears zurück. Kopcha konnte mit seinem Team in das erste Meisterschaftsspiel der NFL Geschichte einziehen. Gegner waren die New York Giants, die mit 23:21 geschlagen wurden. Im folgenden Jahr mussten sich die Bears im NFL Endspiel den Giants mit 30:13 geschlagen geben. Nach einem weiteren Spieljahr bei den Bears wechselte Kopcha zu den Detroit Lions. Nach der Saison 1936 beendete er dort seine Spielerlaufbahn.

## Nach der Laufbahn
Kopcha arbeitete nach Beendigung seiner Spielerlaufbahn als Arzt in einem Krankenhaus. Während des Zweiten Weltkriegs diente er als Oberstleutnant bei den United States Army Air Forces im Pazifik. Er trainierte 1944 eine Footballmannschaft in Brisbane, Australien. Unmittelbar nach dem Krieg war er als Notarzt in Texas tätig. Danach zog er nach Gary und arbeitete dort als Chirurg und Geburtshelfer. Kopcha war verheiratet und hatte vier Kinder. Er fand auf dem Ridgelawn Cemetery in Gary seine letzte Ruhestätte.

## Ehrungen
Joe Kopcha wurde viermal zum All-Star gewählt. Er ist Mitglied in der Indiana Football Hall of Fame und im UC/UTC All-Century Football Team.